# 能動光学
能動光学（のうどうこうがく、英: active optics）とは、レンズや鏡などに代表される光学素子自体の精度ではなく、能動的に制御されるアクチュエータなどでそれらの精度を保つ・高めるシステムの開発を目指す学問。天体望遠鏡でコンピュータ制御により、補償光学を実現することによって、“たわむ”鏡でも、分割鏡という小さな鏡の組み合わせでも望遠鏡を作成することが可能となった。結果、鏡の重さが減ったため望遠鏡の架台の部分も軽くすることができるようになったので、より安くて、大口径で、強い構造をもつ望遠鏡を生み出すことにつながった。また、薄い鏡は夕暮れになるとすばやく冷えるため、よりよい画像を生み出せるようにもなった。
また能動光学は、半導体露光装置（ステッパー）にも使用されており、そういった意味では今日のエレクトロニクスは能動光学のたまものといえるであろう。